# Резолюція Генеральної Асамблеї ООН ES-11/2
Резолюція Генеральної Асамблеї ООН ES‑11/2 — друга резолюція одинадцятої надзвичайної спеціальної сесії Генеральної Асамблеї ООН, прийнята 24 березня 2022 року після резолюції ES-11/1, яка була прийнята 2 березня 2022 року. Резолюція ES‑11/2 підтвердила колишні зобов’язання та зобов’язання ООН за її Статутом і повторила вимогу Російській Федерації вийти з визнаної суверенної території України; вона також висловила жаль, висловила серйозну стурбованість і засудила напади на цивільне населення та інфраструктуру. Було узгоджено чотирнадцять принципів. Співавторами резолюції виступили 90 держав-членів ООН, в тому числі Україна.
Резолюцію було ухвалено: 140 голосів «за», 5 «проти» та 38 утрималися.

## Передумови
Надзвичайна спеціальна сесія — це позапланове засідання Генеральної Асамблеї Організації Об'єднаних Націй для надання термінових рекомендацій щодо конкретної ситуації, що має значення для підтримання міжнародного миру і безпеки в будь-якому випадку, коли Рада Безпеки не діє через вето постійного члена.

Механізм був запроваджений у 1950 році з резолюцією «Єдність заради миру», яка проголошувала, що:
...якщо Рада Безпеки через відсутність одностайності постійних членів не виконує свою головну відповідальність за підтримання міжнародного миру і безпеки в будь-якому випадку, коли існує загроза миру, порушення миру, або акту агресії, Генеральна Асамблея негайно розглядає це питання з метою надання відповідних рекомендацій членам щодо колективних заходів, у тому числі у разі порушення миру чи акту агресії застосування збройної сили, коли це необхідно, для підтримувати або відновлювати міжнародний мир і безпеку. Якщо в цей час немає сесії, Генеральна Асамблея може зібратися на екстрену спеціальну сесію протягом двадцяти чотирьох годин після запиту.
Здатність Генеральної Асамблеї рекомендувати колективні заходи була предметом гострої суперечки в 1950-х і 1960-х роках. У 1962 році в консультативному висновку Міжнародного Суду стверджувалося, що, хоча «примусові дії» є виключною компетенцією Ради Безпеки, Генеральна Асамблея має повноваження приймати широкий спектр рішень, включаючи створення миротворчих сил.

## Історія
14 березня, Мексика та Франція, які були формальними ініціаторами резолюції в Радбезі, розуміючи, що їх проєкт резолюції буде заблоковано Росією, вирішили передати його на розгляд до Генеральної Асамблеї, де право вето не працює.
15 березня 2022 року Росія представила у Радбезі ООН свій вріант резолюції щодо гуманітарної катастрофи в Україні. У цьому варіанті мова йшла виключно про погіршення гуманітарної ситуації, однак взагалі не згадувалася роль РФ, чиє вторгнення її спровокувало. РФ цинічно обґрунтовувала свій проєкт апелюючи до необхідності "деполітизувати" резолюцію та сфокусуватися на гуманітарній ситуації, а не на політичному контексті .
Для ухвалення резолюції Росії потрібно було 9 голосів, а також відсутність вето будь-кого з постійних членів Радбезу. В результаті, цей варіант підтримав лише Китай, інші 13 держав утрималися.
24 березня за "жорсткий" варіант проголосувало 140 держав.

## 11-а надзвичайна сесія
24 лютого 2022 року Росія розпочала широкомасштабне вторгнення проти України. Наступного дня в Раді Безпеки було накладено вето на проєкт резолюції про вторгнення та заклик до виведення російських військ, що спонукало Раду Безпеки скликати екстрену спеціальну сесію на тему України відповідно до Резолюції 2623 Ради Безпеки ООН. Надзвичайна спеціальна сесія 25 лютого оприлюднила резолюцію ES-11/1 від 2 березня, яка висловила жаль з приводу вторгнення Росії в Україну та вимагала повного виведення російських військ і скасування її рішення про визнання самопроголошених Донецької та Луганської Народних Республік. Пункт 10 резолюції Генеральної Асамблеї ООН від 2 березня 2022 року підтвердив причетність Білорусі до незаконного застосування сили проти України. Резолюцію підтримали 96 країн, її ухвалили 141 голос «за», 5 проти і 35 утрималися. Військові дії Російської Федерації тривали, 11-та надзвичайна сесія була відновлена; 24 березня він видав резолюцію ES-11/2, а 7 квітня видав резолюцію ES-11/3.

## Зміст
Резолюція складається з преамбули та 14 пунктів. Преамбула чітко формулює відповідальність РФ за створену гуманітарну катастрофу. У основній частині, насамперед, вимагається виконання ухваленої 2 березня 2022 року резолюції ES-11/1 "Агресія проти України". По-друге, негайне припинення військових дій з боку РФ. По-третє, вимагається забезпечення повний захист цивільних осіб, включно з гуманітарним персоналом, журналістами та іншими вразливими групами населення. До інших пунктів входить: захист медичного персоналу, цивільних об'єктів та інфраструктури, захист цивільного населення та біженців, необхідність виконання норм міжнародного гуманітарного права та ін. Окремо наголошується на необхідності припинити блокаду міста Маріуполь.
Резолюція підтвердила її колишні зобов'язання за Статутом Організації Об'єднаних Націй. Він повторив свою вимогу, щоб Росія вийшла з визнаної суверенної території України; вона також висловила жаль, висловила серйозну стурбованість і засудила напади на цивільне населення та інфраструктуру. Було узгоджено чотирнадцять принципів. Коротше кажучи, принципи вимагали повного виконання резолюції ES-11/1, негайного припинення військових дій Російською Федерацією проти України, повного захисту цивільного населення, включаючи гуманітарний персонал, журналістів та осіб, які перебувають у вразливих ситуаціях, і заохочували «продовження переговорів». У 11-й сесії надзвичайної ситуації оголошено перерву.

## Голосування
| Голоси                                    | Підрахунок | держави | Відсоток голосів | Відсоток членів |
| ----------------------------------------- | ---------- | --- | ---------------- | --------------- |
| За                                        | 140        | Афганістан, Албанія, Андорра, Антигуа і Барбуда, Аргентина, Австралія, Австрія, Багамські острови, Бахрейн, Бангладеш, Барбадос, Бельгія, Беліз, Бенін, Бутан, Боснія і Герцеговина, Бразилія, Болгарія, Чаде, Канада, Кабо-Верде, Чилі, Камбоджа, Колумбія, Коста-Рика, Кот-д'Івуар, Хорватія, Кіпр, Чехія, Демократична Республіка Конго, Данія, Джибуті, Домініканська Республіка, Еквадор, Єгипет, Естонія, Фіджі, Фінляндія, Франція, Габон, Грузія, Гамбія, Німеччина, Гана, Греція, Гренада, Гватемала, Гаяна, Гаїті, Гондурас, Угорщина, Ісландія, Індонезія, Ірак, Ірландія, Ізраїль, Італія, Ямайка, Японія, Йорданія, Кенія, Кірибаті, Ліберія, Кувейт, Ліван Ліберія, Ліберія, Кувейт, Латвія, Ліхтенштейн, Литва, Люксембург, Малаві, Малайзія, Мальдіви, Мальта, Маршаллові острови, Мавританія, Маврикій, Мексика, Мікронезія, Молдова, Монако, Чорногорія, М'янма, Науру, Непал, Нідерланди, Нігерія, Північна Нідерланди, Нігерія Північна Македонія, Норвегія, Оман, Палау, Панама, Папуа Нова Гвінея, Парагвай, Перу, Філіппіни, Польща, Португалія, Катар, Республіка Корея, Румунія, Руанда, Сент-Кітс і Невіс, Сент-Люсія, Сент-Вінсент і Гренадіни, Сан-Марино, Самоа, Сан-Томе і Принсіпі, Саудівська Аравія, Сенегал, Сербія, Сейшельські острови, Сьєрра-Леоне, Сінгапур, Словаччина, Словенія, Соломонові острови, Південний Судан, Іспанія, Суринам, Швеція, Швейцарія, Тимор-Лесте, Таїланд Тринідад і Тобаго Тонга, Туніс, Туреччина, Тувалу, Україна, Об'єднані Арабські Емірати, Велика Британія, США, Уругвай, Вануату, Ємен, Замбія | 76,50 %          | 72,53 %         |
| Проти                                     | 5          | Білорусь, Корейська Народно-Демократична Республіка, Еритрея, Російська Федерація, Сирія | 2,76 %           | 2,59 %          |
| Утримались                                | 38         | Алжир, Ангола, Вірменія, Болівія, Ботсвана, Бруней, Бурунді, Центральноафриканська Республіка, Китай, Куба, Сальвадор, Екваторіальна Гвінея, Есватіні, Ефіопія, Гвінея -Бісау, Індія, Іран, Мадагазстан, Киргизстан, Малігасос, Казахстан Монголія, Мозамбік, Намібія, Нікарагуа, Пакистан, Республіка Конго, Південна Африка, Шрі-Ланка, Судан, Таджикистан, Того, Танзанія, Уганда, Узбекистан, В'єтнам, Зімбабве | 20,76 %          | 19,68 %         |
| Відсутні                                  | 10         | Азербайджан, Буркіна-Фасо, Камерун, Коморські острови, Домініка, Гвінея, Марокко, Сомалі, Туркменістан, Венесуела | –                | 5,18 %          |
| Всього                                    | 193        | 100 % | 100 %            |                 |
| Джерело: протокол голосування A/ES-11/L.2 |            | |                  |                 |

## Політичне значення
Резолюції Генеральної Асамблеї ООН, на відміну від резолюцій Ради Безпеки, не є зобов'язуючими та обов'язковими до виконання. Попри це, вони мають важливе політичне значення, демонструють рівень підтримки світової міжнародної спільноти, а також, за словами міністра закордонних справ України Дмитра Кулеби, можуть бути використані в міжнародних судах.